# 마인크래프트 어스
마인크래프트 어스는 모장 스튜디오와 블랙버드 인터랙티브가 개발하고, 엑스박스 게임 스튜디오에서 2019년에 배급한 증강현실 게임이다. 2021년 6월 30일에 서비스가 종료되었다.